# Diócesis de Mpanda
La diócesis de Mpanda (en latín: Dioecesis Mpandensis, en inglés: Roman Catholic Diocese of Kahama y en suajili: Jimbo Katoliki la Kahama) es una circunscripción eclesiástica de la Iglesia católica en Tanzania. Se trata de una diócesis latina, sufragánea de la arquidiócesis de Tabora, que tiene al obispo Eusebius Alfred Nzigilwa como su ordinario desde el 13 de mayo de 2020.

## Territorio y organización
La diócesis tiene 46 346 km² y extiende su jurisdicción sobre los fieles católicos de rito latino residentes en parte de la región de Katavi.
La sede de la diócesis se encuentra en la ciudad de Mpanda, en donde se halla la Catedral de la Inmaculada Concepción. 
En 2019 en la diócesis existían 16 parroquias.

## Historia
La diócesis fue erigida el 23 de octubre de 2000, obteniendo el territorio de la diócesis de Sumbawanga.

## Estadísticas
De acuerdo al Anuario Pontificio 2020 la diócesis tenía a fines de 2019 un total de 355 200 fieles bautizados.
| Año                                                                             | Población            | Población | Población      | Sacerdotes | Sacerdotes    | Sacerdotes    | Bautizados por sacerdote | Diáconos permanentes | Religiosos | Religiosos | Parroquias |
| Año                                                                             | Bautizados católicos | Total     | % de católicos | Total      | Clero secular | Clero regular | Bautizados por sacerdote | Diáconos permanentes | Varones    | Mujeres    | Parroquias |
| ------------------------------------------------------------------------------- | -------------------- | --------- | -------------- | ---------- | ------------- | ------------- | ------------------------ | -------------------- | ---------- | ---------- | ---------- |
| 2000                                                                            | 224 374              | 358 409   | 62.6           | 21         | 15            | 6             | 10 684                   |                      | 6          | 12         | 9          |
| 2001                                                                            | 213 636              | 358 409   | 59.6           | 14         | 14            |               | 15 259                   |                      |            | 14         | 9          |
| 2002                                                                            | 254 758              | 399 710   | 63.7           | 14         | 14            |               | 18 197                   |                      |            | 18         | 9          |
| 2003                                                                            | 259 838              | 413 026   | 62.9           | 14         | 14            |               | 18 559                   |                      |            | 25         | 9          |
| 2004                                                                            | 266 016              | 423 869   | 62.8           | 13         | 13            |               | 20 462                   |                      |            | 33         | 9          |
| 2013                                                                            | 324 236              | 564 604   | 57.4           | 19         | 18            | 1             | 17 065                   |                      | 3          | 35         | 12         |
| 2016                                                                            | 329 622              | 609 327   | 54.1           | 17         | 17            |               | 19 389                   |                      | 3          | 39         | 13         |
| 2019                                                                            | 355 200              | 656 200   | 54.1           | 24         | 24            |               | 14 800                   |                      | 3          | 64         | 16         |
| Fuente: Catholic-Hierarchy, que a su vez toma los datos del Anuario Pontificio. |                      |           |                |            |               |               |                          |                      |            |            |            |

## Episcopologio
- William Pascal Kikoti † (23 de octubre de 2000-28 de agosto de 2012  falleció)
- Gervas John Mwasikwabhila Nyaisonga (17 de febrero de 2014-21 de diciembre de 2018 nombrado arzobispo de Mbeya)
- Eusebius Alfred Nzigilwa, desde el 13 de mayo de 2020